# Gasteruption jaculator
Gasteruption jaculator is een vliesvleugelig insect uit de familie Gasteruptiidae. De wetenschappelijke naam is gepubliceerd in 1758 door Linnaeus in de tiende editie van Systema naturae. 

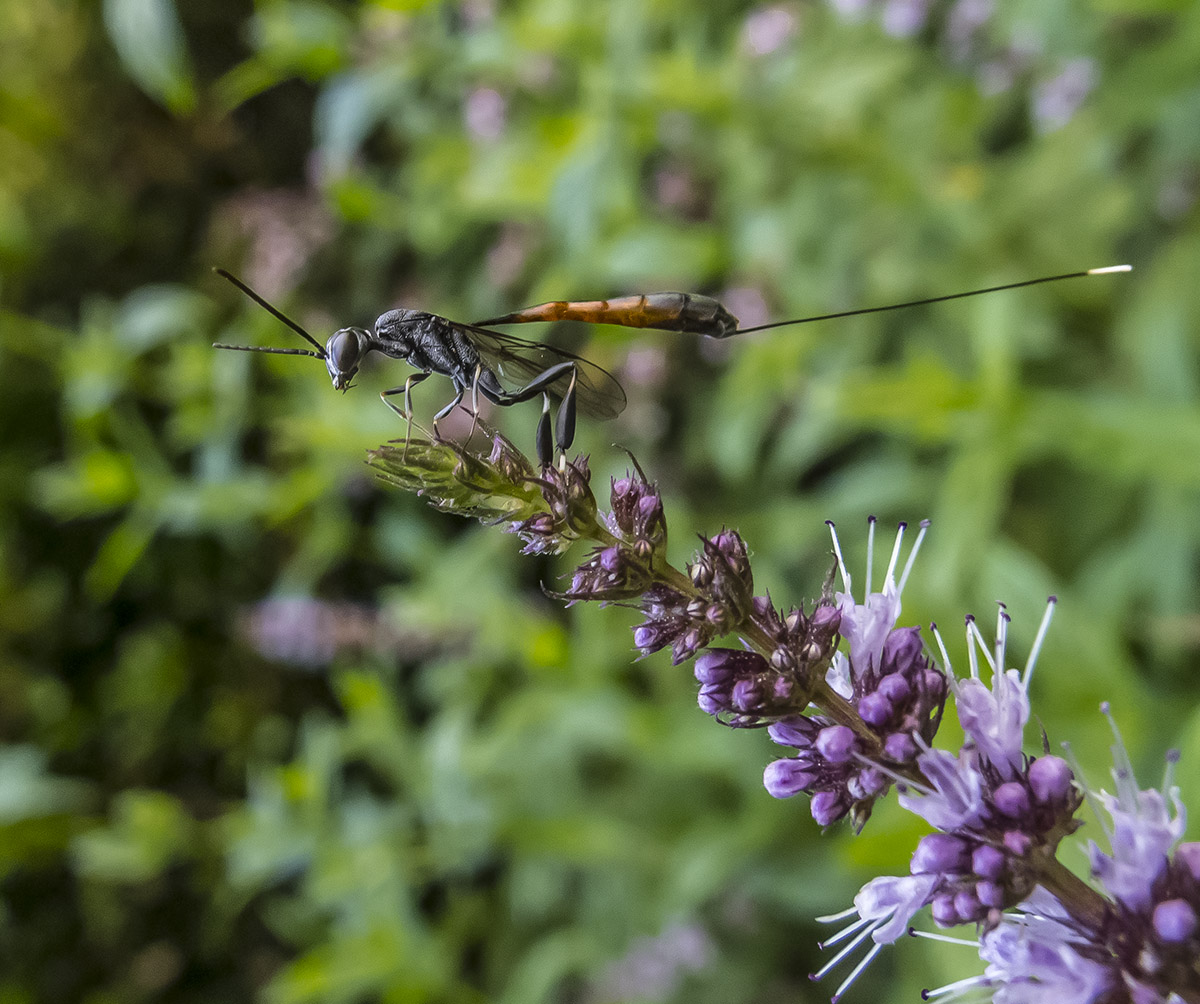
Gasteruption jaculator in het Abraham Ledeboerpark te Enschede